# Эсперова улица
Э́сперова улица — улица на Крестовском острове в Петроградском районе Санкт-Петербурга. Проходит от Депутатской улицы до улицы Вакуленчука.

## История
Наименование Эсперова улица известно с 1908 года, дано по имени Эспера Константиновича, одного из владельцев Крестовского острова из семьи князей Белосельских-Белозерских.

## Достопримечательности
- Коттеджный посёлок судей Конституционного Суда РФ
- Дом 10 — Клубный дом Esper Club
- Жилой дом «Венеция» (Депутатская ул., 26) со статуями грифонов на крыше[4]